# Zainab Johnson
Pour les articles homonymes, voir Johnson.
Zainab Johnson, née à Harlem (New York), est une actrice et humoriste américaine notamment connue pour incarner Aleesha dans la série télévisée Upload sur Amazon Prime Video.

## Biographie
Zainab est née et a grandi à Harlem, New York. Elle est élevée par ses parents et ses 12 frères et sœurs à travers la religion musulmane. Elle obtient son bachelor en mathématiques avec l'intention de devenir enseignante. Plus tard, elle déménage finalement à Los Angeles afin de devenir actrice.

## Carrière
Elle débute en étant assistante de production pour des spectacles d'humour et commence à s'intéresser à la comédie. Par la suite, elle se fait connaître du public lors de son passage dans la huitième saison de l'émission de concours de talent Last Comic Standing, où elle se qualifie en tant que demi-finaliste.

## Filmographie

### Cinéma
- 2011 : The Instant Messenger Mission : une élève du cours de yoga
- 2013 : Oakville : Lola
- 2014 : Cuffing Season : Nadia
- 2021 : Real Talk : Jamie (voix)

### Télévision

#### Séries télévisées
- 2011 : Lbs : Sherri
- 2011 : Un-Natural Selection : Simone
- 2012 : Private Practice : Mara
- 2017 : Get Your Life
- 2017 : American Koko : Tamika (3 épisodes)
- 2017 : Avant-Guardians : Dr. Hanniel
- 2018 : East of La Brea : Renee
- 2020–2022 : Upload : Aleesha (17 épisodes)
- 2021 : Launchpad : Infirmière Sherri
- 2021–2022 : Tab Time (6 épisodes)
- 2022 : Bust Down : Ito
- 2022 : We Need to Talk About America

#### Téléfilms
- À venir : Fred Unplugged